# Embalse de Campañana
El embalse de Campañana, también llamado Salto de Cornatel, es un embalse ubicado en la comarca de El Bierzo, en la provincia de León, comunidad autónoma de Castilla y León, España.